# Plivot
Plivot är en kommun i departementet Marne i regionen Grand Est (tidigare regionen Champagne-Ardenne) i nordöstra Frankrike. Kommunen ligger i kantonen Avize som tillhör arrondissementet Épernay. År 2022 hade Plivot 751 invånare.

## Befolkningsutveckling
Antalet invånare i kommunen Plivot
| Referens: INSEE |